# The Access Group
The Access Group est une entreprise de logiciels professionnels dont le siège est situé à Loughborough, en Angleterre. Fondée en 1991, elle emploie actuellement plus de 7 500 personnes. Elle fournit des logiciels de gestion d'entreprise à plus de 100 000 organisations au Royaume-Uni, en Irlande, aux États-Unis et dans la région Asie-Pacifique. Son chiffre d'affaires s'élevait à 618 millions de livres sterling pour l'exercice clos en juin 2022, au cours duquel elle a réalisé 20 acquisitions.
L'entreprise propose de nombreuses solutions informatiques, notamment des logiciels de gestion des soins, des systèmes de gestion de la relation client (CRM) pour le recrutement et des systèmes de paie. Ses systèmes sont utilisés par plus de 8 000 prestataires de soins enregistrés. Elle a acquis Servelec en 2021. Elle aide également les prestataires de soins à investir dans l’apprentissage et la formation. En 2020, elle a mis en place une plateforme en ligne pour aider à repérer et surveiller les personnes présentant des symptômes de la COVID-19.
Elle a acquis Trailsuite Limited en 2021. Cette société développe une application utilisée principalement dans les secteurs de l'hôtellerie et des loisirs, permettant aux entreprises de passer à un environnement sans papier grâce à des listes de contrôle, des journaux de bord et des intégrations logicielles.
En juin 2021, elle a acquis les filiales locales du Sage Group en Asie et en Australie, puis Definitiv, une plateforme RH et de paie cloud, en août 2021, et enfin Vincere, un fournisseur de logiciels de recrutement pour les agences d’intérim, en janvier 2022,.
L’entreprise soutient les associations caritatives pour améliorer l’accessibilité de leurs sites web, et pour obtenir et conserver des subventions publicitaires de Google.
Elle propose également un logiciel de gestion de cabinets juridiques via sa filiale, Eclipse Legal Systems.
En mai 2022, The Access Group a annoncé l’acquisition de la branche Accountants Group de l’entreprise australienne Reckon pour 100 millions de dollars australiens. L’accord comprenait les logiciels APS et Reckon Elite. L’acquisition a été finalisée en août 2022.
Le 8 juin 2022, The Access Group a annoncé avoir obtenu un nouvel investissement de ses principaux actionnaires, Hg et TA Associates. Cette levée de fonds a fait grimper la valorisation de l’entreprise à 9,2 milliards de livres sterling, faisant de The Access Group le plus grand fournisseur de logiciels dont le siège est basé au Royaume-Uni.